# Hotel Liberty
L'hotel Liberty è un edificio per uso alberghiero situato in via Manin 18 a Viareggio.

## Storia
Il primitivo impianto dell'edificio risale agli anni tra il 1862 e il 1873, anno in cui viene redatta una mappa nella quale esso appare, di impianto pressoché quadrato, con il fronte principale allineato agli altri fabbricati prospicienti viale Manin e due stretti corpi, allungati nel giardino retrostante, allineati lungo i confini del lotto.
Una conferma di tale planimetria viene dallo "stato attuale" del piano terreno presentato in comune nel 1925 da Amedeo Cataldi che, nel settembre 1924, primo proprietario di cui si ha notizia, chiede, su progetto dell'architetto Alfredo Belluomini, di poter sostituire il tetto deteriorato, prospiciente la via stessa (viale Manin) con una terrazza, e nel contempo rifare tutta la facciata della casa stessa. Dagli elaborati allegati alla domanda, un prospetto e una sezione in scala 1:50, la casa risulta essere a due piani nella zona prospiciente viale Manin e a tre piani nella parte sul retro. Il progetto, poi di fatto realizzato, prevede la demolizione della falda del tetto sopra la parte a due piani per realizzare una terrazza.
Per quanto riguarda il disegno del prospetto principale, si nota che la sua realizzazione è rimasta, a tutt'oggi, quasi del tutto inalterata. In data 25 aprile 1925, il Cataldi presenta domanda al Comune per ottenere il permesso di "trasformare il piano terreno della casa stessa, spostando pareti, aperture e scala" e produce come elaborati lo "stato attuale" e la "trasformazione" del piano terreno, sempre a firma dell'architetto Alfredo Belluomini.
La planimetria a piano terra dello stato attuale, cioè la planimetria del fabbricato prima degli interventi del 1925, presenta una suddivisione schematica della parte principale con corpo scala posizionato a destra dell'entrata e due corpi allungati nel giardino retrostante. La "trasformazione", poi realizzata, prevede la demolizione di alcune pareti nel corpo principale per realizzare ambienti di rappresentanza e un garage e lo spostamento del corpo scala a sinistra dell'ingresso, la demolizione di uno dei due corpi allungati sul retro e la ristrutturazione dell'altro in ambienti di servizio (lavatoio, cucina, guardaroba, cantina, dispensa). Probabilmente il fabbricato non subisce ulteriori variazioni fin quando esso non viene venduto dal Cataldi nel 1959.
Il nuovo proprietario presenta al comune di Viareggio, nel novembre 1960 e nel gennaio 1961, la richiesta di due licenze edilizie per ottenere la sopraelevazione del fabbricato fino a raggiungere i complessivi attuali cinque piani. Negli elaborati presentati al comune i prospetti sono figurativamente totalmente difformi dalla seguente realizzazione, che è quella visibile a tutt'oggi. La ristrutturazione mantiene pressoché inalterati i prospetti dei piani terra e primo e ripropone per i piani superiori una configurazione analoga a quella dei piani inferiori.
Per quanto riguarda la suddivisione interna degli ambienti, questa viene notevolmente modificata tanto che l'unico elemento originario rimasto è la scala in marmo bianco con parapetto in legno.
È da notare che la sopraelevazione del 1961 è stata possibile creando, a partire dal piano terra, una struttura di pilastri in cemento armato collegati ai nuovi solai dal terzo piano in poi, tanto da risultare strutturalmente un nuovo edificio "incastrato" sul preesistente fabbricato.

## Architettura

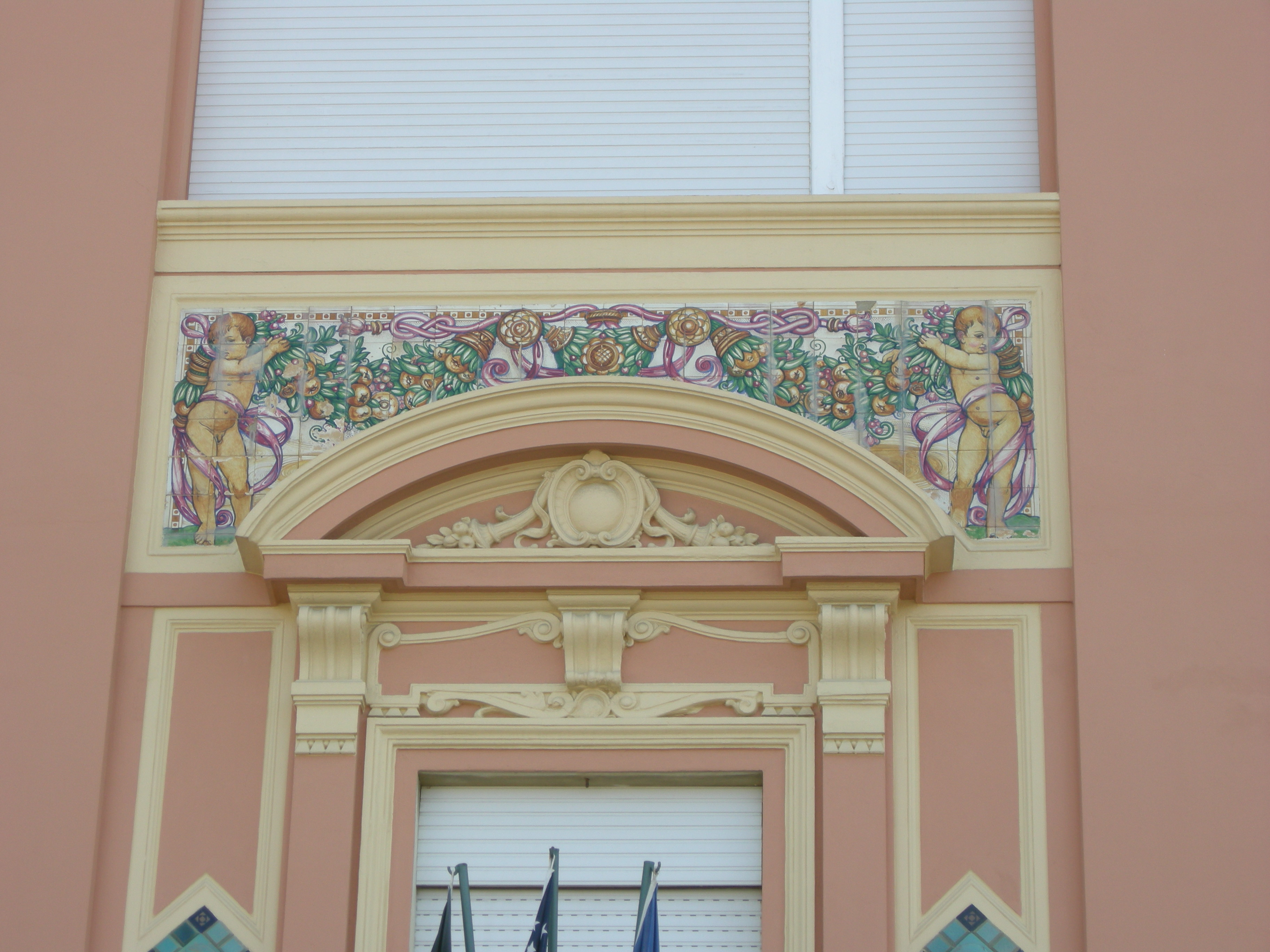
Le ceramiche

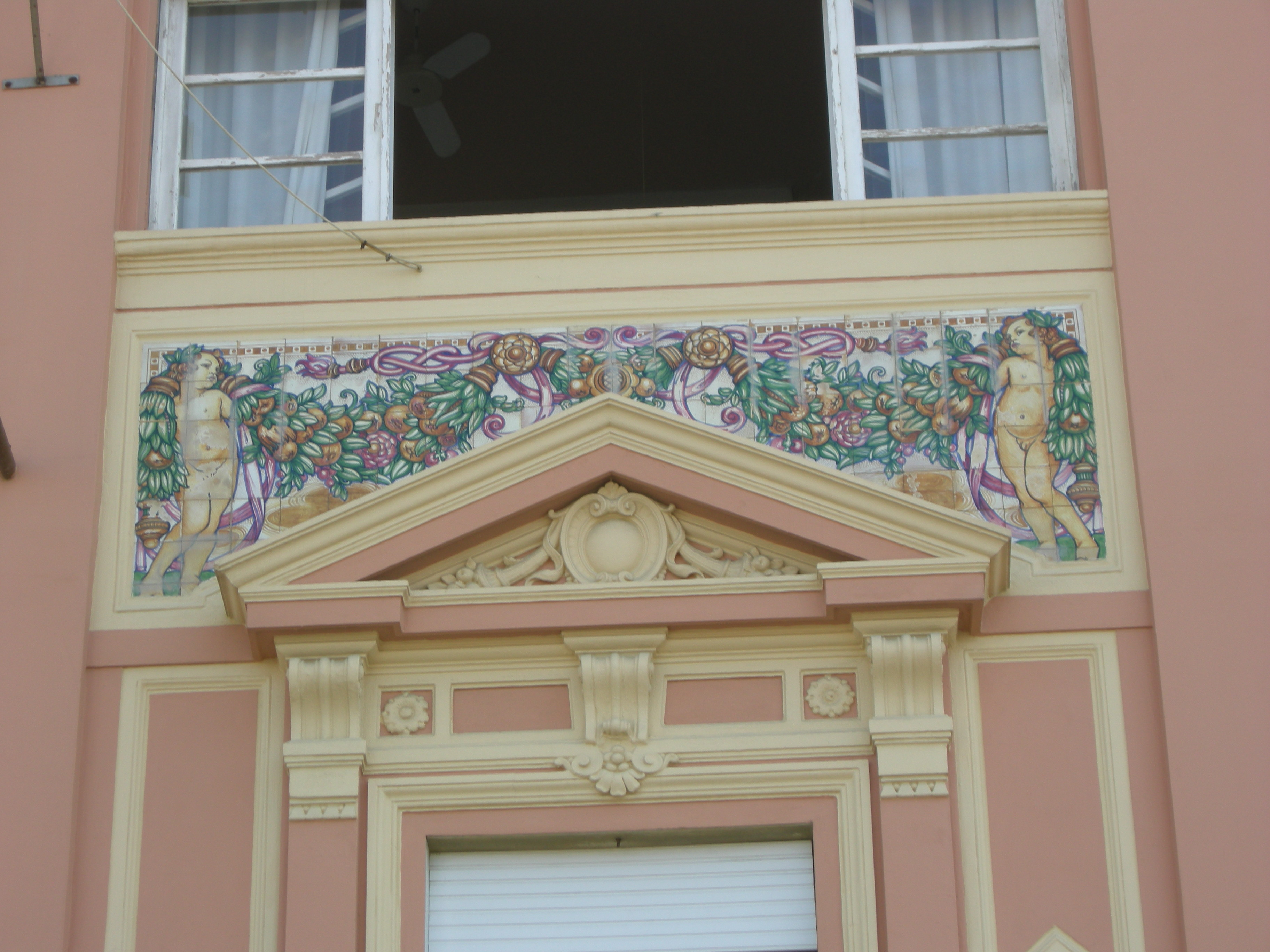
Le ceramiche

Nel descrivere formalmente l'hotel Liberty, è necessario fare un'operazione di suddivisione dell'oggetto in due parti: quella realizzata nel 1924-25 grazie agli interventi di Alfredo Belluomini e Galileo Chini per il piano terra e il primo piano, e quella nata dalla successiva sopraelevazione degli anni sessanta, per gli altri tre piani.

### L'intervento degli anni '20
Il prospetto della parte realizzata nel 1924-25 si presenta su due piani ben distinti: il primo, a piano terra, caratterizzato da un finto bugnato interrotto all'altezza del portone d'ingresso e delle due porte-finestre laterali; il secondo, al primo piano, scandito da tre grandi porte-finestre, che si affacciano sul balcone che marca il livello tra i due piani.
Le porte-finestre del primo piano sono concluse da timpani rinascimentali e cornici decorate con pannelli in ceramica della manifattura di Galileo Chini su cui spiccano decorazioni di ghirlande con motivi floreali stilizzati e giochi di putti; e fra le finestre, formelle romboidali a disegni geometrici, sempre del Chini. Il balcone tra il piano terra e il primo piano è caratterizzato da mensole in muratura decorate e da una balaustra in ferro battuto lavorata a motivi geometrici, entrambe rispondenti esattamente ai disegni presentati in Comune per ottenere il permesso.
L'edificio termina con un "parapetto balaustrato finemente decorato".

### L'intervento degli anni '60
In seguito ai lavori di sopraelevazione realizzati negli anni '60, la balaustra terminale viene smontata e l'edificio viene rialzato fino a raggiungere la configurazione attuale di cinque piani. Nonostante i primi due piani siano rimasti inalterati, la sopraelevazione segna una spaccatura evidente tra la vecchia e la nuova composizione della facciata. Infatti, anche se compaiono nuove decorazioni realizzate con mattonelle in ceramica, anche se è stato creato all'ultimo piano un balcone delle stesse dimensioni e con una ringhiera con motivi simili a quello originale e sono state create particolari mensole sottogronda simili a quelle che reggono il terrazzo del primo piano, "risultano però troppo accentuate le nuove scompartiture murarie verticali, quasi intese come smisurate paraste".

## Fortuna critica
Per quanto riguarda l'attenzione da parte della critica, la villa Cataldi (poi hotel Liberty) viene fatta rientrare all'interno di quella produzione dell'architettura viareggina degli anni '20 che mescola "toni eclettico-quattrocenteschi con elementi di derivazione orientale. Ricompare l'ordine architettonico, sgrammaticato e fantastico nell'esuberanza di cornici e di mensole, interpretato talvolta in modo grottesco e unito con vari altri soggetti decorativi. È infatti la presenza di vaste decorazioni ceramiche la novità che caratterizza e qualifica la svolta radicale dell'architettura viareggina degli anni Venti. Molto spesso, anzi, è proprio la decorazione ceramica che assume il valore di chiave per la lettura del tessuto architettonico, divenendo carattere stilistico principale di questo bizzarro stile". "Le Fornaci S. Lorenzo, che Galileo e Chino Chini dirigevano nel Mugello, ebbero modo di sbizzarrirsi in una vastissima produzione per l'architettura. [...]. Sono soprattutto i piastrellati i pezzi di maggior significato, sia in forma di fregio continuo [...] o ridotti in singoli pannelli come nel prospetto della sede della Misericordia e dell'hotel Liberty [...]. Ciascuna di queste decorazioni era concepita come pezzo unico, irripetibile, anche se nei soggetti si può notare una certa reiterazione: putti con festoni, vasi e trionfi floreali minuziosi, paesaggi marini con navi invelate o con animali strani e grotteschi".
Per l'hotel Liberty, come per innumerevoli altri edifici, il nome di Galileo Chini, "la mente di questo disegno di trasformazione stilistica", viene accostato a quello dell'architetto Alfredo Belluomini che permette la realizzazione di questa trasformazione, restituendo "l'immagine di un gusto ecletticamente quattrocentesco e bizzarro, alle volte dimesso, ma quasi sempre esuberante di un decorativismo minuto e dettagliato: si pensi che anche le ringhiere dei terrazzi disegnate sulla licenza edilizia erano quelle poi effettivamente poste in opera", proprio come per l'hotel Liberty.